# Hugh Barter
Hugh Barter (Nagoya, Japón; 15 de septiembre de 2005) es un piloto de automovilismo australiano nacido en Japón. Actualmente compite en el Campeonato de Fórmula 3 de la FIA con la escudería española Campos Racing.
Ha sido subcampeón del Campeonato Francés de F4 en 2021 y 2022, siendo en este último también del Campeonato de España de F4.

## Carrera

### Inicios
Después de comenzar a competir en el Karting a la edad de seis años, Barter progresó a las competencias nacionales, donde quedó segundo en el Campeonato Australiano de Kart en 2019 y ganó la primera ronda de la temporada 2020, antes de que la temporada fuera cancelada debido a la pandemia de COVID-19. 
También compitió en la Rotax Max Challenge Grand Finals en dos ocasiones, donde logró el octavo y noveno lugar en 2016 y 2019 respectivamente.

### Fórmula 4

#### 2021
Barter comenzó a competir en autos en 2021, habiéndose inscrito en el Campeonato Francés de F4. La primera ronda en Nogaro trajo un éxito inmediato, ya que el australiano se llevó la victoria el domingo, mientras que el siguiente evento en Magny-Cours anunció un triple de podios, lo que llevó a Barter a la lucha por el campeonato. Sin embargo, la mitad de la temporada no arrojaría los mejores resultados, con solo dos podios en el espacio de cuatro rondas, lo que significaba que Barter había perdido mucho terreno frente a sus compañeros contendientes Esteban Masson y Macéo Capietto al entrar en el final de temporada. Allí, Barter mostró algo más de buena forma, consiguiendo un par de podios en las carreras principales, y tras una descalificación de Capietto, Barter heredó la victoria de la carrera final, que lo colocó segundo en la clasificación.

#### 2022
Para la temporada 2022, Barter optó por permanecer en la Fórmula 4, citando su falta de poles y su importancia en campeonatos de mayor nivel, como la Fórmula Regional, como la principal razón para permanecer en la categoría.

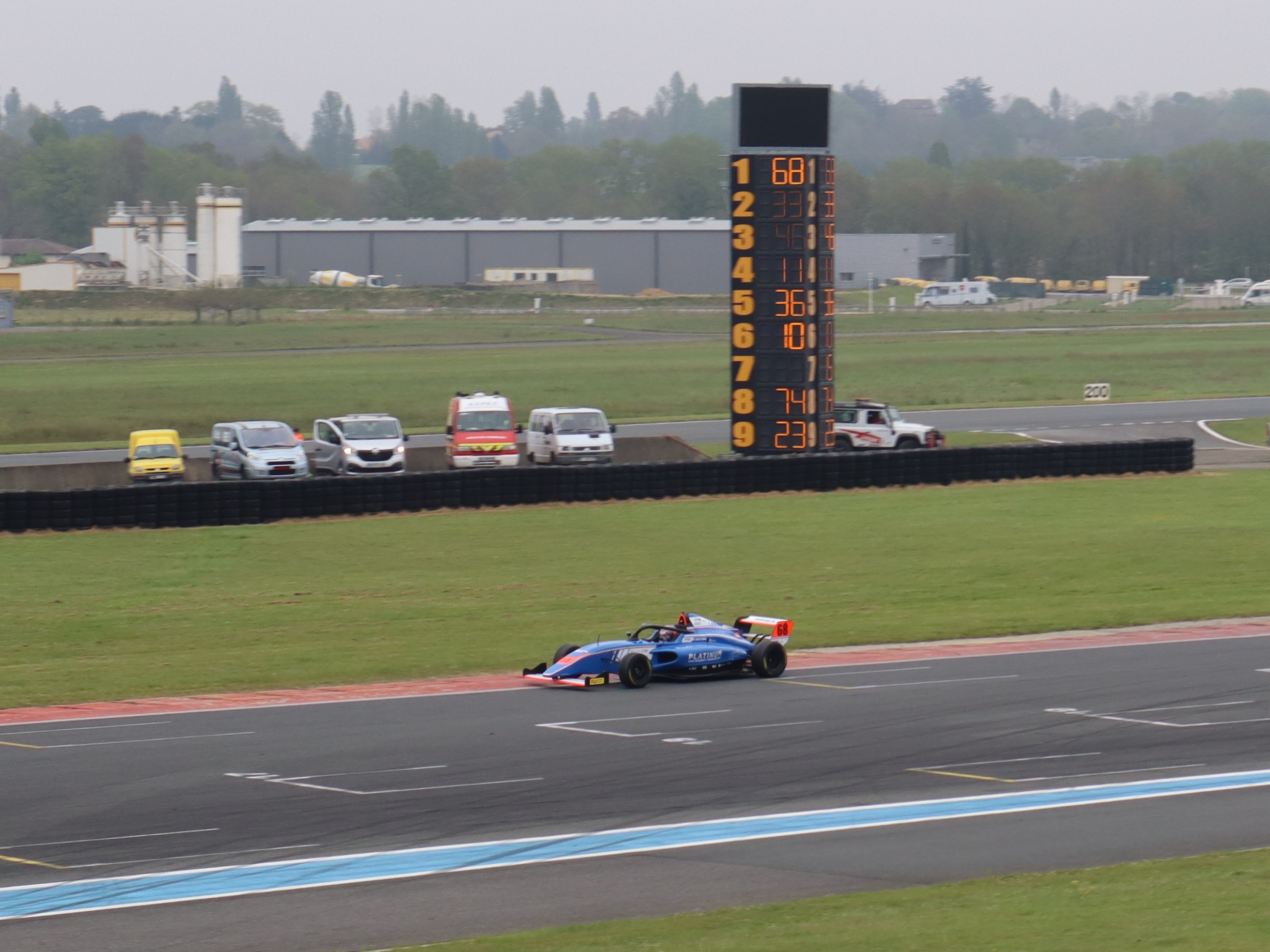
Barter en el Circuito Paul Armagnac, 2022.

El australiano se mantuvo en el Campeonato Francés de F4, además de competir para Campos Racing en el Campeonato de España de F4. En este último, Barter comenzó su campaña con fuerza, logrando la victoria en la apertura de la temporada en Portimão. Sin embargo, después de esto, su compañero de equipo Nikola Tsolov se convertiría en la fuerza dominante dentro del campeonato, lo que llevó a Barter a subir solo un podio en las dos rondas siguientes. Experimentaría un fin de semana más exitoso en Spa-Francorchamps, terminando segundo en las tres carreras detrás de Tsolov, consolidándose en el segundo lugar general. En la siguiente prueba en Aragón, Barter sumaría a su cuenta dos victorias, además de un tercer puesto en la Carrera 2, antes de sumar un triplete de victorias en Navarra, donde también consiguió un par de poles.
En esta etapa, Tsolov se había coronado campeón, y Barter terminó su temporada al anotar dos podios más en Barcelona, asegurándose el segundo puesto.
En el Campeonato Francés de F4, el australiano demostró su experiencia en la categoría consiguiendo la pole position y ganando las principales carreras de Nogaró, para seguir con una victoria en el complicado Circuito de Pau, situándose en el liderato de la general que amplió con otro podio en Carrera 3 en el mismo fin de semana.
A lo largo de los próximos cuatro eventos, Barter ganaría siete carreras y conseguiría dos podios más en una exhibición dominante en Lédenon, pero se le impediría sumar puntos de los fines de semana en Spa y Valencia, ya que había competido en esas pistas durante su carrera española. campaña de F4, lo que significó que el australiano llegó al final de la temporada con un déficit de 32 puntos con respecto a Alessandro Giusti. Un retiro anticipado en la Carrera 1 significó el fin de las ambiciones de título de Barter, ya que, a pesar de lograr otro podio el domingo, terminó segundo en el campeonato.

### Fórmula 3
En septiembre de 2022, Barter participó en la prueba de postemporada del Campeonato de Fórmula 3 de la FIA, conduciendo para Campos Racing, acompañado de Christian Mansell, Francesco Pizzi y Pepe Martí.
En enero de 2023, Campos Racing anunció que Barter había firmado con el equipo por la temporada completa de 2023.

### Fórmula E
En abril de 2023, Barter participó en la prueba de novatos de Fórmula E en Berlín con Maserati MSG Racing.

## Resumen de carrera
| Temporada | Categoría                         | Equipo         | Carreras     | Victorias    | Poles        | VR           | Podios       | Puntos       | Pos.         |
| --------- | --------------------------------- | -------------- | ------------ | ------------ | ------------ | ------------ | ------------ | ------------ | ------------ |
| 2021      | Campeonato Francés de F4          | FFSA Academy   | 20           | 2            | 0            | 3            | 8            | 213          | 2.º          |
| 2022      | Campeonato Francés de F4          | FFSA Academy   | 21           | 6            | 7            | 10           | 10           | 241          | 2.º          |
| 2022      | Campeonato de España de F4        | Campos Racing  | 21           | 6            | 4            | 4            | 13           | 287          | 2.º          |
| 2023      | Campeonato de Fórmula 3 de la FIA | Campos Racing  | 16           | 0            | 0            | 0            | 0            | 14           | 19.º         |
| 2024      | Campeonato de India de Fórmula 4  | Godspeed Kochi | Disputándose | Disputándose | Disputándose | Disputándose | Disputándose | Disputándose | Disputándose |
| Fuente:   |                                   |                |              |              |              |              |              |              |              |

## Resultados

### Campeonato Francés de F4
(Clave) (negrita indica pole position) (cursiva indica vuelta rápida puntuable)

| Año  | Equipo       | 1   | 1   | 1   | 2   | 2   | 2   | 3   | 3   | 3   | 4   | 4   | 4   | 5   | 5   | 5   | 6   | 6   | 6   | 7   | 7   | 7   | Pos. | Puntos |
| ---- | ------------ | --- | --- | --- | --- | --- | --- | --- | --- | --- | --- | --- | --- | --- | --- | --- | --- | --- | --- | --- | --- | --- | ---- | ------ |
| 2021 | FFSA Academy | NOG | NOG | NOG | MAG | MAG | MAG | BUD | BUD | BUD | LÉD | LÉD | LÉD | MNZ | MNZ | MNZ | LEC | LEC | LEC | MAG | MAG | MAG | 2.º  | 213    |
| 2021 | FFSA Academy | 4   | 7   | 1   | 2   | 3   | 2   | 8   | 7   | 7   | 4   | 4   | 3   | Ret | 6   | C   | 4   | 6   | 3   | 2   | 5   | 1   | 2.º  | 213    |
| 2022 | FFSA Academy | NOG | NOG | NOG | PAU | PAU | PAU | MAG | MAG | MAG | SPA | SPA | SPA | LÉD | LÉD | LÉD | BAR | BAR | BAR | LEC | LEC | LEC | 2.º  | 241    |
| 2022 | FFSA Academy | 1   | 7   | 1   | 1   | 5   | 2   | 1   | 20  | 1   | 1   | 6   | 1   | 1   | 2   | 2   | 1   | 4   | 1   | Ret | 4   | 3   | 2.º  | 241    |

### Campeonato de España de F4
(Clave) (negrita indica pole position) (cursiva indica vuelta rápida)

| Año  | Equipo        | 1   | 1   | 1   | 2   | 2   | 2   | 3   | 3   | 3   | 4   | 4   | 4   | 5   | 5   | 5   | 6   | 6   | 6   | 7   | 7   | 7   | Pos. | Puntos |
| ---- | ------------- | --- | --- | --- | --- | --- | --- | --- | --- | --- | --- | --- | --- | --- | --- | --- | --- | --- | --- | --- | --- | --- | ---- | ------ |
| 2022 | Campos Racing | ALG | ALG | ALG | JER | JER | JER | VAL | VAL | VAL | SPA | SPA | SPA | ARA | ARA | ARA | NAV | NAV | NAV | BAR | BAR | BAR | 2.º  | 287    |
| 2022 | Campos Racing | 1   | 4   | 4   | 10  | 6   | 3   | 18  | 7   | 13  | 2   | 2   | 2   | 1   | 3   | 1   | 1   | 1   | 1   | 5   | 2   | 3   | 2.º  | 287    |

### Campeonato de Fórmula 3 de la FIA
(Clave) (negrita indica pole position) (cursiva indica vuelta rápida puntuable)

| Año  | Escudería     | 1   | 1   | 2   | 2   | 3   | 3   | 4   | 4   | 5   | 5   | 6   | 6   | 7   | 7   | 8   | 8   | 9   | 9   | Pos. | Puntos | Ref.   |
| ---- | ------------- | --- | --- | --- | --- | --- | --- | --- | --- | --- | --- | --- | --- | --- | --- | --- | --- | --- | --- | ---- | ------ | ------ |
| 2023 | Campos Racing | SAK | SAK | MEL | MEL | MON | MON | BAR | BAR | SPI | SPI | SIL | SIL | BUD | BUD | SPA | SPA | MNZ | MNZ | 19.º | 14     | [ 24 ] |
| 2023 | Campos Racing | 11  | 26  | 19  | 15  | 25  | 26  | 19  | 13  | 22  | 8   | 6   | 13  | 25  | 13  | 6   | 22  |     |     | 19.º | 14     | [ 24 ] |

## Vida personal
Barter nació en Nagoya, su madre es japonesa mientras que su padre es australiano, a pesar de nacer en Nagoya, creció en Melbourne.